# Maximilian Mann
Maximilian Mann (* 19. August 1987 in Neustadt an der Weinstraße) ist ein deutscher Musicaldarsteller. Sein Stimmfach ist hoher Bariton.

## Leben
Schon früh entdeckte er das Tanzen und Singen als Hobby und nahm bereits als Dreizehnjähriger Tanzunterricht an der Tanzschule Kwiatkowski in Salzgitter, wo er seine Kindheit verbrachte. Seine allererste Erfahrung mit der Musicalbühne machte er während der Schulzeit, als er bei der Aufführung des Stücks „Hair“ als George Berger mitwirkte.
Nachdem er im Jahr 2006 sein Abitur absolviert hatte, wollte er zunächst Medizin bei der Bundeswehr studieren, entschied sich dann aber doch für ein Studium in den Fächern Musical und Show an der Universität der Künste Berlin, welches er 2011 erfolgreich und mit Auszeichnung abschloss. Noch während seines Studiums spielte er bereits in dem Musical „One Touch of Venus“ im Anhaltischen Theater in Dessau im Jahr 2009. Ebenfalls noch während seiner Ausbildung verkörperte er den Rupert im Stück „Mein Avatar und ich“ in der Neuköllner Oper in Berlin, welches am 25. November 2010 Uraufführung feierte. Dort war er auch im Musical „Ein Herz sucht einen Parkplatz“ zu sehen.
Im Anschluss an sein Studium folgten Engagements wie die Rolle des Pedro im Musical „Der Mann von La Mancha (Musical)“ im Grenzlandtheater Aachen und am Musicaltheater Bremen war er in der Rolle des Kurt in „Die Drei von der Tankstelle“ zu sehen. Ab Februar bis April 2012 war er an der Entertainment-Show „Am Rande der Nacht“ im Wintergarten-Variéte in Berlin als Tänzer und Solist beteiligt. Anschließend spielte er ab Juni 2012 Hans Hermann von Katte in der Welturaufführung des Stücks „Friedrich – Mythos und Tragödie“ unter anderem an der Seite von Elisabeth Hübert und Chris Murray in Potsdam. Zwei Jahre später war er bei der Wiederaufnahme des Stücks in Hameln und Fulda erneut in der Rolle des Hans zu sehen. In Fulda verkörperte er ebenfalls die Titelrolle des jungen Adolph Kolping im Musical „Kolpings Traum“, welches am 2. August 2013 in der Lanxess Arena uraufgeführt wurde. Weitere Engagements wie „Natürlich blond“ und „Liebe stirbt nie“ in Wien im Jahr 2013 sowie seine Darstellung des Brads in „The Rocky Horror Show“ 2014 in Magdeburg folgten.
Ende 2014 gaben die Vereinigten Bühnen Wien bekannt, dass Mann in der kommenden Tourneeproduktion des Erfolgsmusicals Elisabeth die Rolle des Kaisers Franz Joseph übernehmen würde. Im Rahmen der Tournee spielte Mann auch sein Debüt in Shanghai, wo das Stück unter anderem gastierte. Nach einer mehr als einjährigen Tournee feierte das Musical im März 2016 in Hamburg seine letzte Show. Im Sommer 2016 war Mann bei den Thunerseespielen als Joe/Josephine in "Sugar – Manche Mögen's Heiß" zu sehen. In der Spielsaison 2016/2017 wirkt er zudem im Musical Dracula in Bremerhaven mit. Maximilian Mann begleitete des Weiteren die Tour des Musicals Mozart! zuerst nach Duisburg und schließlich nach Shanghai in der Rolle des Colloredo. 2017 verkörperte er im Musical Der Glöckner von Notre Dame die Rolle des Phoebus in Berlin München und Stuttgart. Aktuell ist er in der Rolle des Dschinni im Musical des Disneyklassikers Aladdin zu sehen.

## Engagements
- 2009: One Touch of Venus, Anhaltisches Theater Dessau
- 2010: Mein Avatar und ich, Neuköllner Oper (Berlin), Rolle: Rupert
- 2011: Ein Herz sucht einen Parkplatz, Neuköllner Oper (Berlin)
- 2011: Der Mann von La Mancha, Grenzlandtheater Aachen, Rolle: Pedro / Pferd & Esel
- 2012: Die Drei von der Tankstelle, Musicaltheater Bremen, Rolle: Kurt
- Februar–April 2012: Am Rande der Nacht, Wintergarten Variéte, Rolle: Sänger und Tänzer
- 2012: Friedrich – Mythos und Tragödie, Potsdam, Rolle: Hans Hermann von Katte
- 2013: Natürlich Blond, Wiener Ronacher, Rolle: Carlo / Cover Großmeister / Chad / Dewey / Kyle / Cover Warner Huntington III / Ensemble
- 2013: Liebe stirbt nie (konzertante Aufführung), Wiener Ronacher, Rolle: Ensemble
- 2013, 2015: Kolpings Traum, Schloßtheater Fulda & LANXESS Arena Köln, Rolle: Adolph Kolping
- 2014: The Rocky Horror Show, Magdeburger Domplatz, Rolle: Brad
- 2014: Friedrich – Mythos und Tragödie, Theater Hameln & Schloßtheater Fulda, Rolle: Hans Hermann von Katte
- 2014: Mary Poppins, Wiener Ronacher, Rolle: Von Treiber / Polizist / Ensemble
- 2014–2016: Elisabeth, Shanghai & Europa Tournee, Rolle: Kaiser Franz Joseph
- 2016: Dracula, Stadttheater Bremerhaven, Rolle: Jonathan Harker
- 2016–2017: Mozart!, Duisburg & Shanghai, Rolle: Hieronymus Colloredo
- 2017–2019: Der Glöckner von Notre Dame, Rolle: Phoebus
- 2019: Aladdin, Apollo Theater Stuttgart, Rolle: Dschinni

## Diskografie
- 2012: Friedrich – Mythos und Tragödie (Soundtrack) (CD)
- 2012: Friedrich – Mythos und Tragödie (DVD)
- 2013: Kolpings Traum (Soundtrack) (CD)
- 2014: Kolpings Traum (DVD)
- 2017: Der Glöckner von Notre Dame – Live aus dem Theater des Westens (CD)